# Grand Prix Cycliste de Montréal 2017
Der 8. Grand Prix Cycliste de Montréal 2017 war ein kanadisches Straßenradrennen. Das Eintagesrennen fand am Sonntag, den 10. September 2017, statt. Dieses Radrennen startete und endete in Montréal mit einer Länge von 205,7 km. Zudem gehörte es zur UCI WorldTour 2017 und war dort das Rennen 34 insgesamt 38 dieser Serie.
Sieger des Rennens wurde Diego Ulissi aus Italien von UAE Team Emirates im Sprint einer fünfköpfigen Spitzengruppe vor Jesús Herrada aus Spanien vom Movistar Team.

## Teilnehmende Mannschaften
| WorldTeams (18)- AG2R La Mondiale - Astana - Bahrain-Merida - BMC Racing Team - Bora-Hansgrohe - Cannondale-Drapac - FDJ - Lotto-Soudal - Movistar Team - Orica-Scott - Quick-Step Floors - Dimension Data - Katusha-Alpecin - Lotto NL-Jumbo - Sky - Team Sunweb - Trek-Segafredo - UAE Team Emirates Professional Continental Team- Israel Cycling Academy Nationalmannschaft- Kanada |
| |

## Rennverlauf
Bis gut 85 Kilometer vor dem Ziel gab es ein Duo an der Spitze des Rennens. Es waren Matteo Dal-Cin (Kanada/Team Canada) und Benjamin Perry (Kanada/Israel Cycling Academy). Nachdem es viele weitere Attacken aus dem Feld gegeben hatte, setzte sich gut 15 Kilometer vor dem Ziel eine 15 Mann starke Gruppe vom Feld ab. Mit dabei waren u. a. Tom-Jelte Slagter (Niederlande/Cannondale) und Tony Gallopin (Frankreich/Lotto Soudal). Auf den letzten Kilometern fielen u. a. Gallopin und weitere Fahrer zurück und es kamen neue Fahrer aus dem Feld heraus hinzu wie Ulissi oder Bauke Mollema (Niederlande/Trek). Am Ende kam es zum Sprint einer kleinen Spitzengruppe. Diesen Sprint gewann Ulissi vor Herrada und Slagter.

## Rennergebnis
| \| Gesamtwertung \| Gesamtwertung \| Gesamtwertung \| Gesamtwertung \| Gesamtwertung \| \| Fahrer \| Fahrer \| Land \| Team \| Zeit \| \| ------------- \| ----------------- \| ------------- \| ----------------- \| --------------- \| \| 1. \| Diego Ulissi \| Italien \| UAE Team Emirates \| 5 h 22 min 29 s \| \| 2. \| Jesús Herrada \| Spanien \| Movistar Team \| + 0 s \| \| 3. \| Tom-Jelte Slagter \| Niederlande \| Cannondale-Drapac \| + 0 s \| \| 4. \| Jan Bakelants \| Belgien \| AG2R La Mondiale \| + 0 s \| \| 5. \| Bauke Mollema \| Niederlande \| Trek-Segafredo \| + 6 s \| \| 6. \| Tony Gallopin \| Frankreich \| Lotto-Soudal \| + 11 s \| \| 7. \| Greg Van Avermaet \| Belgien \| BMC Racing Team \| + 16 s \| \| 8. \| Michael Matthews \| Australien \| Team Sunweb \| + 16 s \| \| 9. \| Peter Sagan \| Slowakei \| Bora-Hansgrohe \| + 16 s \| \| 10. \| Sep Vanmarcke \| Belgien \| Cannondale-Drapac \| + 16 s \| |                   |             |                   |                 |
| |                   |             |                   |                 |
| Quelle: ProCyclingStats |                   |             |                   |                 |
| Gesamtwertung |                   |             |                   |                 |
| Fahrer | Fahrer            | Land        | Team              | Zeit            |
| 1. | Diego Ulissi      | Italien     | UAE Team Emirates | 5 h 22 min 29 s |
| 2. | Jesús Herrada     | Spanien     | Movistar Team     | + 0 s           |
| 3. | Tom-Jelte Slagter | Niederlande | Cannondale-Drapac | + 0 s           |
| 4. | Jan Bakelants     | Belgien     | AG2R La Mondiale  | + 0 s           |
| 5. | Bauke Mollema     | Niederlande | Trek-Segafredo    | + 6 s           |
| 6. | Tony Gallopin     | Frankreich  | Lotto-Soudal      | + 11 s          |
| 7. | Greg Van Avermaet | Belgien     | BMC Racing Team   | + 16 s          |
| 8. | Michael Matthews  | Australien  | Team Sunweb       | + 16 s          |
| 9. | Peter Sagan       | Slowakei    | Bora-Hansgrohe    | + 16 s          |
| 10. | Sep Vanmarcke     | Belgien     | Cannondale-Drapac | + 16 s          |